# Liên bang

Bản đồ thể hiện các liên bang chính thức hiện nay.

Liên bang (tiếng Latinh: foedus, tiếng Anh: federation) là hình thức nhà nước bao gồm một số các thành viên cá thể có chính phủ riêng tập hợp lại dưới một chính phủ liên bang thống nhất. Trong một liên bang, chủ quyền của các thành viên liên bang được pháp luật bảo hộ và không thể bị điều chỉnh bởi một quyết định đơn phương nào của chính phủ trung ương.
Hình thức chính phủ hay kết cấu lập hiến của một liên bang được gọi là chế độ liên bang. Hình thức này có thể coi là đối lập với hình thức nhà nước đơn nhất. Nước Đức với mười sáu Länder là một ví dụ liên bang trong khi nước Áo láng giềng và các Bundesländer lại là một nhà nước đơn nhất có các đơn vị hành chính kiểu liên bang và nước Pháp luôn luôn là nhà nước đơn nhất.
Chế độ liên bang thường được thiết lập tại một quốc gia đa sắc tộc hoặc có lãnh thổ rộng lớn hoặc trong trường hợp cần thiết. Các liên bang thường được thành lập trên cơ sở một hiệp ước giữa các thành viên có chủ quyền.
Một tổ chức quốc tế của các nhà nước liên bang gọi là Diễn đàn Liên bang, có trụ sở đặt tại Ottawa, Ontario, Canada. Tổ chức này hiện gồm chín quốc gia thành viên.

## Liên bang và các hình thức tiểu bang

50 tiểu bang của Hợp chúng quốc Hoa Kỳ

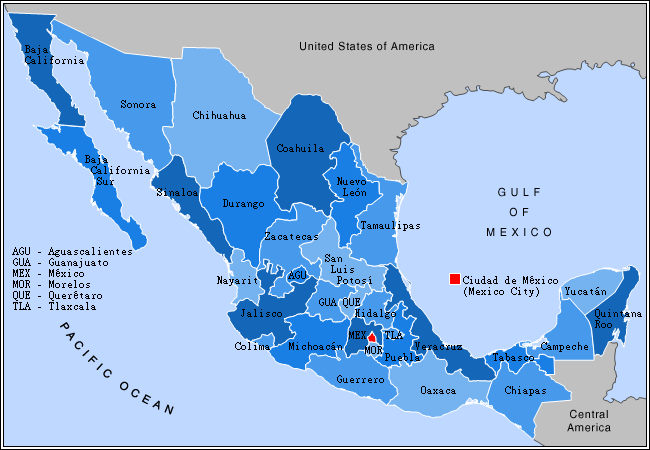
31 tiểu bang và Đặc khu liên bang của Liên bang México

Các tiểu bang thành viên trong một liên bang được coi là có chủ quyền về một khía cạnh nào đó nhưng quyền lực cụ thể được bảo hộ của tiểu bang có thể không được chính phủ trung ương áp dụng. Tuy nhiên một liên bang lại vững chắc hơn một liên minh lỏng lẻo giữa các quốc gia độc lập. Các tiểu bang thành viên của một liên bang thường không có quyền trong quan hệ chính sách đối ngoại và vì vậy chúng muốn tình trạng không độc lập theo luật pháp quốc tế.
Một liên bang thường có một hệ thống hai cấp chính phủ tại hầu hết lãnh thổ và cho hầu hết dân cư. Tuy nhiên, sẽ không bất thường nếu một liên bang có một vài vùng lãnh thổ trực tiếp do chính phủ liên bang quản lý. Ví dụ, các Vùng (Territory) của Canada và Úc có các mức độ chính phủ khác nhau và có thể bị chính phủ liên bang đơn phương thay đổi hoặc rút bỏ; ngoài các tiểu bang thành viên Ấn Độ lại có một số Lãnh thổ liên hiệp; còn Hoa Kỳ và México đặt các thủ đô là Đặc khu Columbia và Đặc khu liên bang, trường hợp này chính phủ liên bang có đặc quyền hợp hiến để bổ nhiệm hoặc miễn nhiệm chính phủ địa phương. Thông thường một lãnh thổ sẽ được điều hành trực tiếp bởi chính phủ liên bang do các nguyên nhân lịch sử mà nó đã và đang hoặc bởi vì nó quá xa và quá thưa dân để thành lập một tiểu bang hay tỉnh, hoặc bởi vì nó là một vùng lãnh thổ có vai trò đặc biệt là thủ đô của liên bang.
Một số liên bang được gọi là bất đối xứng bởi vì một vài tiểu bang lại có quyền tự trị cao hơn các tiểu bang khác. Ví dụ cho trường hợp này là Malaysia, tiểu bang Sarawak và Sabah với các điều kiện khác so với các bang khác nằm trên bán đảo Mã Lai.
Một liên bang thường được hợp nhất từ một hiệp ước ban đầu giữa các thành viên riêng lẻ. Mục đích hợp nhất để giải quyết các vấn đề chung hoặc để có năng lực phòng thủ chung như Mỹ và Thụy Sĩ hoặc tạo ra một nhà nước dân tộc cho các nhóm rải rác ở các quốc gia khác nhau như Đức. Tuy nhiên do lịch sử và dân tộc của các quốc gia rất khác nhau cho nên chế độ liên bang của một quốc gia có thể khá khác so các hình mẫu trên. Chẳng hạn, trường hợp nước Úc là duy nhất vì nó trở thành một quốc gia thông qua bầu cử dân chủ của công dân tại mỗi tiểu bang khi họ đã trả lời "đồng ý" trong cuộc trưng cầu thông qua Hiến pháp Úc. Còn Brasil trong suốt lịch sử của mình đã từng vừa là nhà nước liên bang vừa là nhà nước đơn nhất; ngày nay một số tiểu bang của Liên bang vẫn duy trì ranh giới từ thời thuộc địa Bồ Đào Nha (có nghĩa là trước khi nhà nước Brazil ra đời) và vẫn bị ảnh hưởng nhiều bởi chính phủ trung ương đặt tại tiểu bang cuối cùng được thành lập theo Hiến pháp 1988, chủ yếu vì mục đích hành chính.
Tám trong số mười nước diện tích lớn nhất thế giới được tổ chức thành các liên bang.

### Nhà nước đơn nhất
Nhà nước đơn nhất là nhà nước có một cấp chính phủ duy nhất, tập trung và một dân tộc. Tuy nhiên nhà nước đơn nhất cũng có thể có một hoặc nhiều lãnh thổ có chính phủ riêng. Sự khác nhau giữa một liên bang và một nhà nước đơn nhất kiểu này là ở chỗ trong một nhà nước đơn nhất mức độ tự trị của các lãnh thổ có chính phủ riêng tồn tại không theo mong muốn của chính phủ trung ương và có thể bị đơn phương hủy bỏ. Trong khi một liên bang thông thường được thiết lập bởi một hiệp ước giữa một số tiểu bang độc lập, thì tại một nhà nước đơn nhất các lãnh thổ có chính phủ riêng thường được thiết lập thông qua sự chuyển giao quyền lực tức là chính phủ trung ương chính thức đồng ý giao quyền tự trị cho một lãnh thổ phụ thuộc hoàn toàn trước đây. Vì vậy các liên bang thường được thành lập một cách tự nguyện từ 'cấp dưới' trong khi việc chuyển giao quyền tự trị lại được đưa ra từ 'cấp trên'.
Trong triết lý của một nhà nước đơn nhất, sự toàn vẹn lãnh thổ được coi là chủ quyền quốc gia và bởi lẽ đó chính phủ trung ương thực thi chủ quyền trên toàn lãnh thổ. Trong khi đó ở một liên bang chủ quyền thường được nhìn nhận một cách tương đối tại các tiểu bang thành viên hoặc được chia sẻ giữa các tiểu bang và chính phủ trung ương.

### Liên bangtrên thực tế
Sự khác biệt giữa một nhà nước liên bang và một nhà nước đơn nhất thường không rõ ràng. Một nhà nước đơn nhất có thể rất giống với liên bang về cấu trúc và chính phủ trung ương vừa có thể có quyền về mặt lý thuyết để hủy bỏ quyền tự trị của một lãnh thổ có chính phủ riêng nhưng về mặt chính trị lại rất khó để thực thi điều đó. Các lãnh thổ tự trị của một số nhà nước đơn nhất thường muốn nhiều quyền tự trị hơn ở một số liên bang. Vì lẽ đó, đôi khi có tranh cãi trong việc coi một số nhà nước đơn nhất là liên bang trên thực tế.

#### Vương quốc Tây Ban Nha
bởi vì nó trao nhiều quyền cho chính phủ các khu tự trị hơn so với hầu hết các liên bang khác. Đối với nghị viện Tây Ban Nha, việc bãi bỏ quyền tự trị của các vùng như Galicia, Catalonia hoặc xứ Basque, hay đối với Chính phủ Vương quốc Anh việc đơn phương hủy bỏ cơ quan lập pháp của xứ Wales, Bắc Ireland hoặc Scotland hầu như là một sự bất khả thi chính trị mặc dù không có một rào cản nào về pháp lý. Hơn nữa, một số vùng như Navarra hoặc xứ Basque có đầy đủ khả năng kiểm soát thuế và chi tiêu, chuyển một phần nhỏ cho chính phủ trung ương để phục vụ các mục đích công (quân đội, quan hệ quốc tế, chính sách vĩ mô).

#### Cộng hòa Nhân dân Trung Hoa
trên thực tế mặc dù không có quy định chính thức xuất phát từ quyền lực được trao rộng rãi cho các tỉnh một cách không chính thức để thực thi các quan hệ kinh tế và chính sách quốc gia. Kết quả là có một khái niệm "chế độ liên bang trên thực tế với đặc trưng Trung Hoa" (dựa theo chính sách của Đặng Tiểu Bình chế độ xã hội chủ nghĩa với đặc trưng Trung Hoa). Theo hiến pháp, quyền lực của các đặc khu hành chính của nước Cộng hòa Nhân dân Trung Hoa được trao bởi Chính phủ nhân dân Trung ương thông qua nghị quyết của Toàn quốc Nhân dân Đại biểu Đại hội mặc dù sự can thiệp của chính quyền trung ương ngày càng lớn.

#### Cộng hòa Liên bang Myanmar
Hiến pháp quy định Myanmar là một quốc gia đơn nhất, hệ thống chính trị ở Myanmar mang nhiều yếu tố của chủ nghĩa liên bang. Mỗi bộ phận hành chính có nội các riêng và các bộ trưởng, chính vì thế Myanmar giống như một liên bang hơn là một nhà nước đơn nhất.

## Danh sách các liên bang
| Tên nước                             | Tên đầy đủ                                     | Bài về phân cấp hành chính               | Vùng                                | Vùng phụ                                                             |
| ------------------------------------ | ---------------------------------------------- | ---------------------------------------- | ----------------------------------- | -------------------------------------------------------------------- |
| Argentina                            | Cộng hòa Argentina                             | Tỉnh của Argentina                       | 23 tỉnh                             | 1 quận liên bang                                                     |
| Úc                                   | Thịnh vượng chung Úc                           | Tiểu bang và vùng lãnh thổ của Úc        | 6 bang                              | 1 lãnh thổ liên bang, 1 lãnh thổ nội địa, một vài lãnh thổ hải ngoại |
| Áo                                   | Cộng hòa Áo                                    | Bang của Áo                              | 9 Bang                              |                                                                      |
| Bỉ                                   | Vương quốc Bỉ                                  | Phân cấp hành chính Bỉ                   | 3 cộng đồng ngôn ngữ                | 3 vùng                                                               |
| Bosnia và Herzegovina                | Bosnia và Herzegovina                          | Phân cấp chính trị Bosnia và Herzegovina | 2 chủ thể                           | 1 đặc khu                                                            |
| Brasil                               | Cộng hòa Liên bang Brazil                      | Bang của Brasil                          | 26 bang                             | 1 đặc khu liên bang và 5.561 khu dân cư                              |
| Canada                               | Canada                                         | Tỉnh bang và lãnh thổ của Canada         | 10 tỉnh                             | 3 vùng                                                               |
| Comoros                              | Liên bang Comoros                              |                                          | 3 đảo                               |                                                                      |
| Ethiopia                             | Cộng hòa Dân chủ Liên bang Ethiopia            | Vùng của Ethiopia                        | 9 vùng                              | 2 thành phố đặc biệt                                                 |
| Đức                                  | Cộng hòa liên bang Đức                         | Bang của Đức                             | 16 Bang                             |                                                                      |
| Ấn Độ                                | Cộng hòa Ấn Độ                                 | Bang và lãnh thổ của Ấn Độ               | 28 tiểu bang                        | 7 lãnh thổ liên hiệp                                                 |
| Iraq                                 | Cộng hoà Iraq                                  | Tỉnh (Iraq)                              | 18 tỉnh, bao gồm 1 khu tự trị       |                                                                      |
| Malaysia                             | Liên bang Malaysia                             | Bang của Malaysia                        | 13 bang                             | 3 lãnh thổ liên bang                                                 |
| México                               | Hợp chúng quốc Mexico                          | Bang của México                          | 31 tiểu bang                        | 1 đặc khu liên bang                                                  |
| Micronesia                           | Liên bang Micronesia                           |                                          | 4 tiểu bang                         |                                                                      |
| Nepal                                | Cộng hòa Dân chủ Liên bang Nepal               | Tỉnh của Nepan                           | 7 tỉnh                              |                                                                      |
| Nigeria                              | Cộng hòa Liên bang Nigeria                     | Bang của Nigeria                         | 36 tiểu bang                        | 1 vùng                                                               |
| Pakistan                             | Cộng hòa Hồi giáo Pakistan                     | Tỉnh và lãnh thổ của Pakistan            | 4 tỉnh                              | 4 lãnh thổ liên bang                                                 |
| Nga                                  | Liên Bang Nga                                  | Chủ thể liên bang của Nga                | 85 chủ thể liên bang                |                                                                      |
| Saint Kitts và Nevis                 | Liên bang Saint Christopher và Nevis           | đảo/giáo xứ                              | 2 đảo/14 giáo xứ                    |                                                                      |
| Somalia                              | Cộng hòa liên bang Somalia                     | Các vùng của Somalia                     | 18 vùng                             |                                                                      |
| Sudan                                | Cộng hòa Sudan                                 | Bang của Sudan                           | 26 bang                             |                                                                      |
| Thụy Sĩ                              | Liên bang Thụy Sĩ                              | Tổng của Thuỵ Sĩ                         | 26 tổng                             |                                                                      |
| Các Tiểu vương quốc Ả Rập Thống nhất | Liên hiệp các tiểu vương quốc Ả rập thống nhất | Các tiểu vương quốc của Ả Rập Thống nhất | 7 tiểu vương quốc                   |                                                                      |
| Hoa Kỳ                               | Hợp chúng quốc Hoa Kỳ                          | Tiểu bang Hoa Kỳ                         | 50 tiểu bang                        | 1 quận liên bang; 1 lãnh thổ sáp nhập, 13 lãnh thổ không sáp nhập    |
| Venezuela                            | Cộng hòa Bolivariana Venezuela                 | Bang của Venezuela                       | 23 bang, 1 khu trực thuộc liên bang | 1 đặc khu liên bang                                                  |